# Systeembeheerdersdag

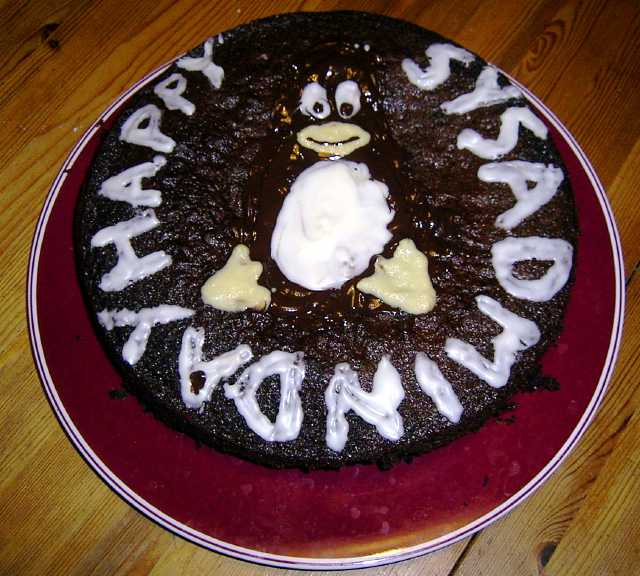
Een taart voor System Administrator Appreciation Day

System Administrator Appreciation Day is een dag die is ingevoerd als blijk van dank voor het werk van de systeem-/netwerkbeheerders.
De System Administrator Appreciation Day is een in Nederland en België nog niet veel gevierde feestdag, waarop men de systeem-/netwerkbeheerder van het bedrijf in het zonnetje zet. 
Op de website Dag van de Systeembeheerder, gelanceerd in 2010, krijgt iedereen de kans om zijn of haar waardering voor een systeembeheerder te uiten. 
Systeembeheerdersdag valt altijd op de laatste vrijdag in juli; de eerste officiële Systeembeheerdersdag werd gevierd op 28 juli 2000.
De systeembeheerdersdag is bedacht door Ted Kekatos, een systeembeheerder uit Chicago. Hij kwam op het idee naar aanleiding van een advertentie van Hewlett-Packard waarin een systeembeheerder bloemen en fruitmanden kreeg als dank voor het installeren van een nieuwe printer.